# 朝霞浄水場
朝霞浄水場（あさかじょうすいじょう、英語: Asaka Purification Plant）は、埼玉県朝霞市にある東京都水道局の浄水場である。

## 概要
第1次利根川系水道拡張事業の一環として1966年（昭和41年）10月3日に竣工した、日本第2位の施設能力を誇る大規模浄水場（日本最大は大阪広域水道企業団・村野浄水場）。
原水は利根川および荒川の表流水を導入。
ろ過水の半分を高度浄水処理して上井草給水所（杉並区）および本郷給水所（文京区）に送水している。正式部署名は「東京都水道局朝霞浄水管理事務所」。同管理事務所は三園浄水場も統括。

## 特徴
原水導水施設
荒川にある秋ヶ瀬取水堰で取水された原水は、朝霞水路に導かれ、沈砂池を経て新河岸川をサイフォンで渡り、原水ポンプ所の受水井まで自然流下で導水される。
導水施設のうち、沈砂池までは独立行政法人水資源機構利根導水総合管理所秋ヶ瀬管理所が管理する。
原水ポンプ所
自然流下で導水されるため、地下29.5 mをベースにしている。地下22 mにある受水井から第一着水井に原水を汲み上げるために最大揚水量600 m3/min（毎秒1万リットル）、電動機出力3,600 kWの導水ポンプ4台を用いている。通常は2台並列運転である。また、東村山浄水場に原水を送水（順送）するために最大揚水量250 m3/min（毎秒4,200リットル）、電動機出力6,200 kWの原水ポンプも3台設置されている。ポンプの速度制御方式は電動機が巻線形三相誘導電動機なので液体抵抗器（液抵）による二次抵抗制御またはクレーマキットによるクレーマ制御を用いている。
第一着水井
内径31 m、有効水深4 mで円形プール状の形状。導水ポンプ所から汲み上げた原水の残圧を減勢するので大量の原水が噴き上がってくるのがよく見える。
ワンウェイ・サージタンク（調圧水槽）
第二着水井(せい)
薬品混和渠(きょ)および原水渠
フロック形成池
薬品沈殿池
高度浄水施設
後段ろ過池
塩素混和渠
配水池・ポンプ井
送配水ポンプ
朝霞連絡管
受変電・発電設備
受変電所
朝霞常用発電所